# Kathlyn Williams
Kathlyn Mabel Williams (Butte, 31 mei 1879 – Hollywood, 23 september 1960) was een Amerikaanse filmactrice in het stommefilmtijdperk. Voordat zij haar filmdebuut maakte was Williams toneelactrice.
Haar hoogtijdagen kende zij in het stommefilmtijdperk. De opkomst van geluid in films bracht haar weinig succes: zij maakte slechts vijf geluidsfilms.
Kathlyn Williams heeft een ster op de Hollywood Walk of Fame. 

## Galerij

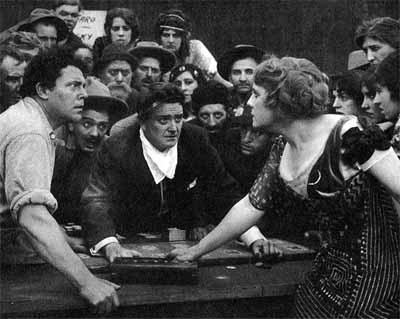
Kathlyn Williams in The Spoilers (1914)
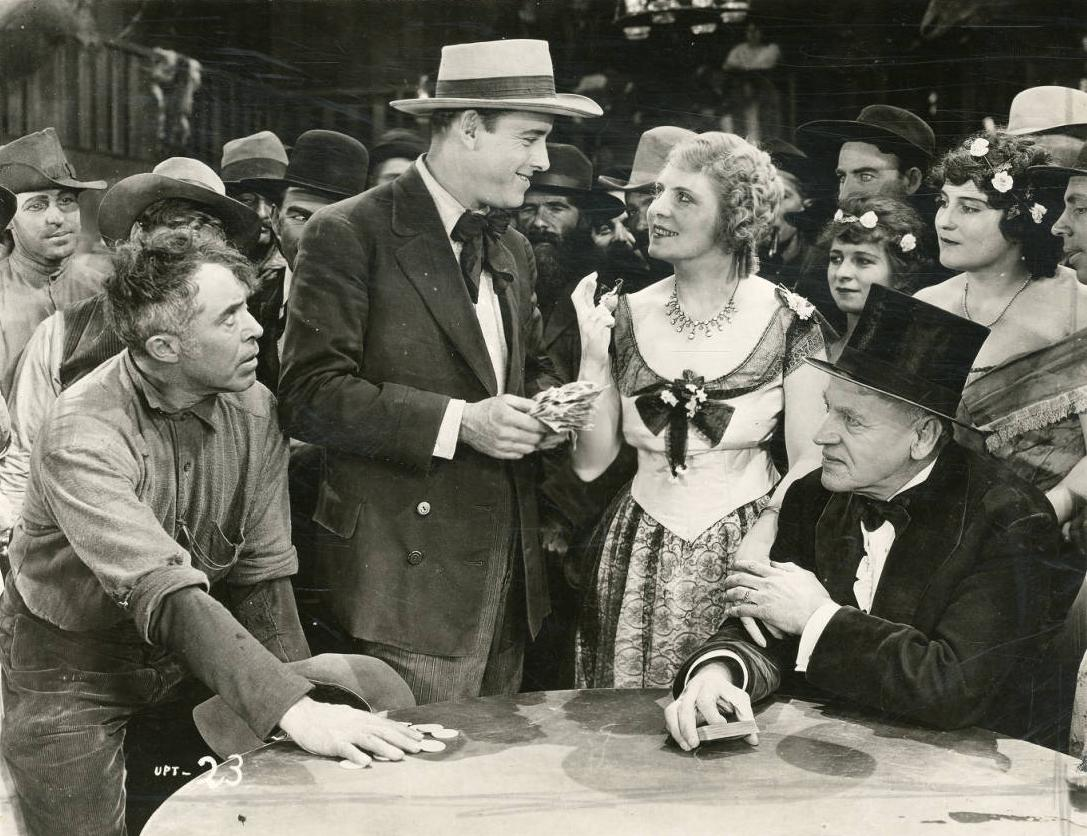
Roy Stewart en Kathlyn Williams in The U.P. Trail (1921)
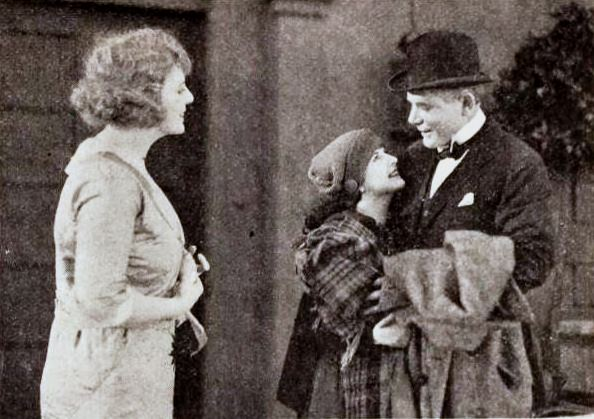
Kathlyn Williams, May McAvoy, en Ralph Lewis in A Private Scandal (1921)
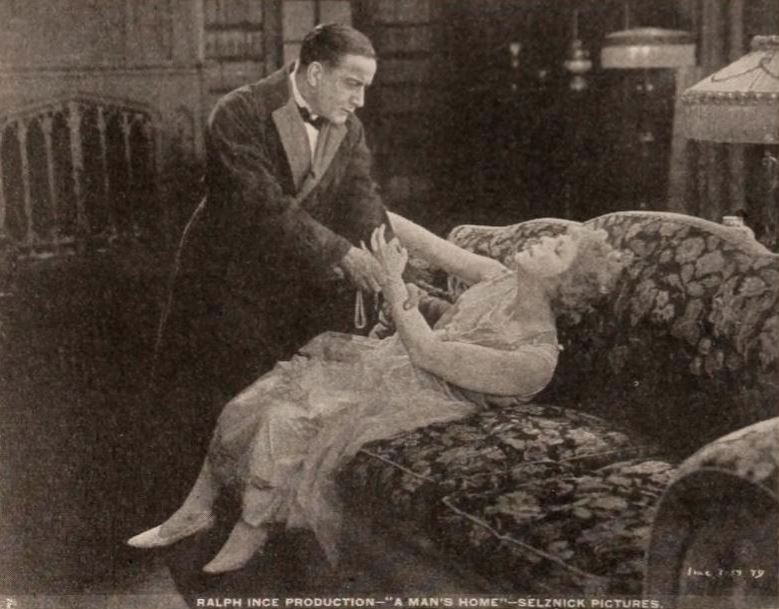
Kathlyn Williams in A Man's Home (1921)

## Gedeeltelijke filmografie
- A Romance of the Western Hills (1910)
- The Adventures of Kathlyn (1913)
- The Spoilers (1914)
- The Carpet from Bagdad (1915)
- Big Timber (1917)
- The Thing We Love (1918)
- The Whispering Chorus (1918)
- We Can't Have Everything (1918)
- Her Purchase Price (1919)
- A Girl Named Mary (1919)
- Just a Wife (1920)
- Conrad in Quest of His Youth (1920)
- Forbidden Fruit (1921)
- Morals (1921)
- Clarence (1922)
- The World's Applause (1923)
- Trimmed in Scarlet (1923)
- The Spanish Dancer (1923)
- Wanderer of the Wasteland (1924)
- The Enemy Sex (1924)
- Single Wives (1924)
- The City That Never Sleeps (1924)
- Our Dancing Daughters (1928)
- A Single Man (1929)
- The Single Standard (1929)
- Wedding Rings (1929)
- Road to Paradise (1930)
- Daddy Long Legs (1931)
- Unholy Love (1932)

- Bibliothèque nationale de France: cb16755625f (data)
- Gemeinsame Normdatei: 1284085988
- International Standard Name Identifier: 0000 0004 3427 8617
- Istituto Centrale per il Catalogo Unico: DDSV280127
- Virtual International Authority File: 308693402